# Bơi nghệ thuật (European Games 2015)
Bộ môn bơi nghệ thuật  các cuộc thi tại 2015 Games châu Âu ở Baku đã được tổ chức từ ngày 12-ngày 16 tháng 6, tại Aquatics Centre Baku.
Bơi đồng bộ đã không được đưa vào danh sách sớm nhất của thể thao xác nhận cho 2015 Games, như các nhà chức trách châu Âu bơi ở giai đoạn đó là đầu óc không tham gia. Tuy nhiên, các cuộc đàm phán với chính quyền tổ chức sau đây, một sự thỏa hiệp đã đạt được, theo đó, trong năm 2015, những sự kiện này sẽ được cho chỉ bơi lội cơ sở - có hiệu lực, dưới 18 tuổi đối với nữ.